# Партинико
Партинѝко (на италиански: Partinico; на сицилиански: Partinicu, Партинику) е град и община в Южна Италия, провинция Палермо, автономен регион и остров Сицилия. Разположен е на 175 m надморска височина. Населението на общината е 31 889 души (към 2011 г.).